# Le Travail du furet (roman)
Pour les articles homonymes, voir Le Travail du furet.
Le Travail du furet (originellement Le Travail du furet à l'intérieur du poulailler) est un roman de science-fiction de Jean-Pierre Andrevon, paru en 1983. Il a été  adapté pour la télévision par Bruno Gantillon en 1993, puis en bande dessinée, en trois albums entre 2004 et 2007, avec des dessins d'Afif Khaled.

## Inspiration
Le personnage du Furet a été inspirée d'un héros de Georges Wolinski : Georges le Tueur. Son histoire parut d'abord sous la forme d'une nouvelle dédiée à cet auteur Salut, Wolinski !
Cette nouvelle fut publiée en 1975 dans Les Soleils noirs d'Arcadie, un recueil de science-fiction coordonné par Daniel Walther qui reçut le Grand Prix de la Science-Fiction Française en 1976.
Estimant qu'il y avait matière à un roman, Andrevon retravailla le sujet à partir de 1981. Le roman parut en 1983.

## Résumé
L'histoire se déroule dans la mégapole qu'est devenue Paris lors d'un futur indéterminé, mais qui semble proche. À cette époque, la médecine a fait tant de progrès que les morts par maladie n'existent plus. Aussi, pour éviter la surpopulation, les gouvernements mondiaux sont convenus de quotas. En France, la population est limitée à 60 millions de citoyens, et environ 400 000 personnes excédentaires par an sont désignées par le tirage au sort d'un ordinateur. Le gouvernement paie des tueurs à gages, les furets, pour les éliminer.
Le héros et narrateur est l'un d'eux, et fait ce métier sans état d'âme. Jusqu'au jour où il retrouve sa petite amie sur sa liste et se met à réfléchir, s'attirant alors des ennuis.

## Éditions
L'édition originale a été publiée en 1983 par J'ai lu sous le nom original avec une couverture de Philippe Caza (no 1549  (ISBN 978-2-277215-49-3)).
Rééditions sous le titre Le Travail du furet :
- 1990, aux éditions Le Livre de poche
- 2004, aux éditions Gallimard, collection Folio SF no 162  (ISBN 2-07-031443-X)
- 2015, aux éditions ActuSF  (ISBN 978-2-917689-93-6)

## Adaptations
- Le roman est adapté par Bruno Gantillon pour la télévision en 1993[3] avec Fabrice Eberhard dans le rôle principal.
- En 2003, le dessinateur Afif Khaled propose à Andrevon une adaptation en bande dessinée[4]. Nommée Les Chroniques de Centrum, la série est réalisée en trois albums entre 2004 et 2007 et publiée par Soleil :

1. Le Travail du Furet, 2004[5].
2. Le Furet et la Colombe, 2005[6].
3. Le Furet montre les dents, 2007[7].